# Karinhegane
Karinhegane est un site archéologique majeur pour la Somalie situé dans la région nord de Sanaag.
Le site contient des peintures rupestres polychromes représentants des animaux mythiques et réels.

## Situation
Karinhegane est située entre les villes de Las Khorey et d'Elaayo . C'est un site où sont présentes de nombreuses peintures rupestres d'animaux réels et mythiques et l'un des sites archéologiques les plus importants de cette région. La faune représentée dans les peintures est assez similaire à la faune actuellement présente en Somalie. Chaque peinture est associée à une inscription. L'ancienneté des peintures est estimée à environ 2500 ans,.
L'art rupestre de Karinhegane est dans le même style arabo-somalien que les peintures rupestres de Laas Geel et de Dhambalin,. À proximité, à environ 40 km de Las Khorey, se trouve Gelweita (en), un autre site clé de l'art rupestre.